# Miomantis alata
Miomantis alata es una especie de mantis de la familia Mantidae.

## Distribución geográfica
Se encuentra en Tanzania.